# Lilly Bleier
Lilly Bleier de Ungar (Viena, 30 de agosto de 1921 - Bogotá, 1 de enero de 2023) fue una empresaria y librera austriaca-colombiana. Desde la muerte de su esposo Hans Ungar en 2004, ella era la única propietaria de la Librería Central y el Galería El Callejón en Bogotá.

## Biografía
Lilly Bleier y su hermana gemela provenían de una familia de empresarios rica y respetada. El padre era propietario de la fábrica de calcetería Friedrich Bleier & Company en Viena-Mariahilf, la madre murió prematuramente. Los gemelos tenían un hermano mayor, Raoul. Asistieron al instituto Wenzgasse en Hietzing, el distrito 13 de Viena. Después de la anexión de Austria en marzo de 1938, apenas pudo obtener su título de secundaria. Estudiar estaba fuera de discusión debido a sus orígenes judíos. Tras la llegada al poder de los nazis, los Bleier perdieron todo lo que tenían: la empresa y el apartamento en Loquaiplatz. Incluso el coche fue robado por los nazis.

## Librería Central
En 1946, Hans Ungar se hizo cargo de la Librería Central, primero como director general y luego como propietario. Fue fundada en 1926 por el austriaco Pablo Wolf. Su esposa también fue su socia en asuntos comerciales y también lo apoyó en 1956 cuando también abrió una galería de arte, Galería El Callejón, hoy la galería más antigua del país. El programa estaba claramente estructurado: nombres europeos de renombre internacional, como Oskar Kokoschka, y jóvenes aspirantes a artistas de Colombia, como Fernando Botero.
Su esposo también enseñó en la Universidad de los Andes, condujo un programa literario semanal en la radio y publicó en periódicos y revistas. El matrimonio mantuvo contacto con muchos emigrantes y la librería se convirtió rápidamente en un lugar de encuentro de intelectuales, artistas y políticos de toda América Latina. En el círculo de amigos se encontraban varios exiliados de Austria, entre ellos Erich Arendt, Paul Engel, Lore Friedmann, de la familia Altmann, y su marido Fritz, Trude Krakauer, Franz Lichtenberg, Margot Neumann y Gerardo Reichel-Dolmatoff, un antropólogo nacido en Salzburgo.
Lilly Ungar vivía en una villa de ladrillo con la biblioteca privada más grande de Colombia, ubicada en las faldas de Santa Fe de Bogotá. Estuvo en la librería todos los días hasta marzo de 2020 y clientes y empleados la llamaban Doña Lilly.